# مجلة مانجا العربية
مانجا العربية مجلة شهرية سعودية متخصصة بنشر المانغا اليابانية والقصص المصورة السعودية. تصدر المجلة عن المجموعة السعودية للأبحاث والإعلام وبنسختين للصغار والشباب. وتستهدف قاعدة قراء تتجاوز 180 مليون نسمة في العالم العربي. يرأس تحريرها، عصام بخاري منذ إطلاقها عام 2021.

## بداياتها
بعد الإعلان عن إطلاق المجموعة السعودية للأبحاث والإعلام مشروعها "مانجا العربية، وقعت المجموعة عدد من الاتفاقيات مع 3 شركات ودور نشر يابانية رائدة (شركة "كادوكاوا"، شركة "شوغاكوكان"، شركة "شوئيشا")، في أغسطس من عام 2021، لتمكين مشروع «مانجا العربية» من تقديم محتوى من فن المانغا اليابانيّ إلى العالم العربي.
وأصدرت "مانجا العربية" عددها الأولى من مجلتها للصغار، المتخصصة بتوفير محتوى يناسب الأعمار بين الـ 10 أعوام وحتى الـ 15 عاماً، في سبتمبر من عام  2021، ، وأتاحتها بشكل مجاني وبنسخة مطبوعة شهرية وأخرى إلكترونية عبر تطبيقها "مانجا للصغار" على متاجر التطبيقات في الهواتف الذكية، والذي استقطب خلال أشهره الأولى أكثر من مليون تحميل.، وعبر اتفاقية وقعتها "مانجا العربية" مع وزارة التعليم السعودية، تتوفر المجلة بنسختيْها المطبوعة والرقمية مجانًا لكل المدارس الابتدائية والمتوسطة في السعودية.، والتي تتجاوز أكثر من 22.6 ألف مدرسة في البلاد، بحسب آخر إحصاء رسمي عام 2017.
وفي أكتوبر من عام 2021، وقعت المجموعة اتفاقية مع شركة «كودانشا» اليابانية، التي تعد واحدة من كبرى دور النشر في اليابان، لترخيص المحتوى لاستخدام محتوى فن المانغا اليابانيّ ونقله إلى اللغة العربية أيضاً.
وفي ديسمبر من عام 2021، أعلنت المجموعة إطلاق مجلة «مانجا العربية للشباب»، النسخة الشبابية من مجلة «مانجا العربية»، والمخصصة للقراء الذين تتجاوز أعمارهم 15 عاماً. وشملت النسخة الشبابية أعمالًا أصيلة كـ «طال عمر الموتى»، و«هائمون»، كما شمل أعمالاً مترجمة من اليابانية.
واستمر مشروع المجموعة الجديد في توسيع قاعدة شراكته غرب القارة الصفراء، حيث وقع اتفاقية مع شركة نشر القصص المصورة الماليزية "كادوكاوا جيمباك ستارز"، في سبتمبر من عام 2022، وتضمنت الاتفاقية عقد شراكات في عدة مشاريع من بينها إطلاق السلسلة الجديدة من قصص مانجا المصورة "المغامرون X".
وفي مايو 2024 تم إطلاق شركة "مانجا إنترناشونال" مقرها الرسمي في اليابان، حيث تهدف "مانجا إنترناشونال" على ترجمة وإنتاج القصص المصورة بلغات عالمية متعددة لتخاطب مختلف جنسيات القُراء.

## الإصدارات

### مانجا العربية للصغار
وهي نسخة مخصصة للأعمار ما بین 10 إلى 15 عامًا. صدر العدد الأول لها يوم 5 سبتمبر 2021.

### مانجا العربية للشباب
وهي نسخة مخصصة للشباب الأكبر من 15 عاماً. صدر العدد الأول لها يوم 15 ديسمبر 2021.
و أيضاً تصدر "مانجا العربية" مجلدات لمانجاتها المحلية واليابانية بترجمة عربية رسمية.

## محتويات المجلة

### أعمال تنشر حالياً
- هجوم العمالقة
- هايكيو
- اجين
- نيفرلاند الموعودة
- فينلاند ساغا
- قاتل الشياطين
- أكاديمية بطلي
- كايجو رقم 8
- طال عمر الموتى
- بادي فايت
- هائمون
- الولد الضب
- مستكشفو اكسفنشر
- قصة بسة
- إنازوما11
- عصر الجاندام
- ذكرياتي بالمقلوب (مقتبسة من رواية سعودية)
- قافلة النجوم
- الشقة صفر